# Shamil Borchashvili
Shamil Borchashvili (9 de junio de 1995) es un deportista austríaco de origen checheno que compite en judo.
Participó en los Juegos Olímpicos de Tokio 2020, obteniendo una medalla de bronce en la categoría de –81 kg.
Ganó una medalla de bronce en el Campeonato Mundial de Judo de 2022 y una medalla de bronce en el Campeonato Europeo de Judo de 2024. En los Juegos Europeos de Minsk 2019 consiguió una medalla de bronce en la prueba de equipo mixto.

## Palmarés internacional
| Juegos Olímpicos   | Juegos Olímpicos     | Juegos Olímpicos  | Juegos Olímpicos |
| Año                | Lugar                | Medalla           | Categoría        |
| ------------------ | -------------------- | ----------------- | ---------------- |
| 2020               | Tokio (Japón)        | Medalla de bronce | –81 kg           |
| Campeonato Mundial |                      |                   |                  |
| Año                | Lugar                | Medalla           | Categoría        |
| 2022               | Taskent (Uzbekistán) | Medalla de bronce | –81 kg           |
| Juegos Europeos    |                      |                   |                  |
| Año                | Lugar                | Medalla           | Categoría        |
| 2019               | Minsk (Bielorrusia)  | Medalla de bronce | Equipo mixto     |
| Campeonato Europeo |                      |                   |                  |
| Año                | Lugar                | Medalla           | Categoría        |
| 2024               | Zagreb (Croacia)     | Medalla de bronce | –81 kg           |